# Platges de Los Campizales i El Carreiro
Les platges de Los Campizales i El Carreiro són dues platges pràcticament unides en una sola doncs a la dels Campizales, que és un pedrer, se li uneix la Platja del Carreiro, amb forma de petxina, situades en el concejo asturià de Cudillero i pertanyen a la localitat de Albuerne. La Platja de Los Campizales, que també se la hi coneix com a platja de Los Negros, és una platja circumdada tota ella per penya-segats de 60 m o més, la qual cosa dona una idea de la perillositat de l'intent de baixar a ella. S'emmarquen en la coneguda com a Costa Occidental d'Astúries.

## Descripció
Para accedir a  aquestes platges pot fer-se des de les localitats de Valdredo o bé des de Albuerne. En tots dos casos cal creuar aquests pobles i, en arribar als prats, deixar el cotxe i continuar el camí cap a la costa a peu, camí bastant llarg. La platja de El Carreiro és continuació de la de Los Campizales i està separada d'aquesta per por una petita construcció de formigó en forma de rampa sobra la qual dipositen els pescadors algunes petites embarcacions. Hi ha una desembocadura d'un rierol; no té cap mena de servei i es pot portar mascota.
Les activitats recomanades, i pràcticament úniques, són la pesca submarina i l'esportiva a canya. Si es fa l'especialitat submarina cal prendre les precaucions necessàries doncs les condicions de la mar són molt canviants. La que es diu «Platja del Negro» té uns baixos espectaculars els dies de marejada.